# 1981 w grach komputerowych

Artykuł opisuje ważne wydarzenia w 1981 roku w branży gier komputerowych. Zobacz też: historia gier komputerowych.

## Wydarzenia
- 30 lipca – wydanie konsoli Epoch Cassette Vision

## Wydane gry
- wrzesień – Wizardry: Proving Grounds of the Mad Overlord
- dokładna data wydania nieznana – Castle Wolfenstein
- dokładna data wydania nieznana – Donkey Kong
- dokładna data wydania nieznana – Ms. Pac-Man